# Wavves
Wavves é uma banda americana de rock alternativo/surf rock de San Diego, Califórnia. O Grupo foi formado em 2008 pelo vocalista e letrista Nathan Williams, a banda também conta com Alex Gates (guitarra, backing vocals), Stephen Pope (Baixo, backing vocals) e Brian Hill (Bateria e backing vocals).

## Estilo musical
Desde o terceiro álbum da banda, King of the Beach, o estilo do Wavves é descrito como sendo indie rock e pop punk, a banda também é descrita como rock alternativo,, punk rock e surf rock.

## Integrantes

### Formação Atual
- Nathan Williams – vocal, guitarra
- Stephen Pope – baixo
- Alex Gates – guitarra
- Brian Hill - batería

### Ex-membros
- Jacob Cooper – bateria
- Ryan Ulsh – bateria
- Zach Hill – bateria
- Billy Hayes – bateria

## Discografia
Álbuns de estúdio
- 2008: Wavves
- 2009: Wavvves
- 2010: King of the Beach
- 2013: Afraid of Heights
- 2015: V

EPs
- 2011: Life Sux

Singles
- 2008: "Weed Demon" / "Beach Demon"
- 2009: "So Bored" / "How Are You?"
- 2009: "California Goths" / "Here's to the Sun"
- 2009: "To the Dregs" / "To the Dregs (Version 2)"
- 2010: "Post Acid"
- 2011: "TV Luv Song"
- 2011: "I Wanna Meet Dave Grohl"
- 2013: "Demon to Lean On"